# بریتا کارلسون
بریتا کارلسون (به آلمانی: Britta Carlson) (زادهٔ ۳ مارس ۱۹۷۸ میلادی) بازیکن پیشین فوتبال و عضو تیم ملی آلمان بود که در پست هافبک بازی می‌کرد. وی در بوندس‌لیگا و برای باشگاه‌های فوتبال هامبورگ ،پوتسدام، وولفسبورگ بازی می‌کرد.

## افتخارات

### آلمان
- مسابقات فوتبال زنان اروپا: قهرمان سال ۲۰۰۵